# Матумбі
Мату́мбі (матуумбі) — народ групи банту в Танзанії на самому південному сході країни (край Уматумбі).

## Територія, мова, релігія
Проживають по берегах рі́чки Рувуми у південнотанзанійському регіоні Лінді.
Згідно з даними на 2009 рік представників народу матумбі — 227 тисяч осіб.
Матумбі розмовляють мовою кіматумбі, також використовують, але обмежено, суахілі. Діалект кіматумбі — кучі (Kuchi). Мова не є писемною в повному значенні, лише т.зв. «молодописемна», адже є словник, граматика, різні тексти.
За релігією переважно мусульмани-суніти, є християни, дотримуються також традиційних вірувань.

## З етнічної історії
Матумбі ввійшли у світову історію як народ, що здійняв потужне повстання Маджі-Маджі (1905-07), яке охопило значні території Німецької Східної Африки. Історично матумбі завдяки малопрохідним горам існували й розвивались відносно ізольовано, зокрема їх практично не заторкнуло полюванням на рабів, що досить широко розгорнулось на східноафриканському узбережжі до колоніального часу. Тому вони лишались відносно автономними у питаннях управління й релігії, чому навіть не могла завадити нова німецька влада. Усередині свого клану матумбі підтримували міцні зв'язки та єдність, що забезпечувало їм захист від работорговців та інших зовнішніх ворогів. Це досягалось в тому числі й завдяки системі оповіщення там-тамами, яка зіграла свою роль і під час повстання Маджі-Маджі.
За словами фахівця з повстання Маджі-Маджі Карла Мартина Зеєберга (Karl-Martin Seeberg), матумбі дедалі більше втрачали терпіння, цілком резонно вважаючи: 
|  | У нас є ліки і ми є сміливцями, то навіщо ж нам чекати? Оригінальний текст (нім.) Wir haben die Medizin und sind tapfere Leute. Warum sollen wir warten? |

Отже, матумбі були приречені на перший збройний виступ проти колоніальної адміністрації, що власне й сталося.